# Hanerau-Hademarschen
Hanerau-Hademarschen é um município da Alemanha, localizado no distrito de Rendsburg-Eckernförde, estado de Schleswig-Holstein.